# Josef Novotný (hejtman)
Josef Novotný (* 14. prosince 1952 České Budějovice) je český politik a pedagog, v letech 2010 až 2017 poslanec Poslanecké sněmovny PČR, od listopadu 2008 do ledna 2015 hejtman Karlovarského kraje, v letech 2002 až 2014 zastupitel města Sokolova, bývalý člen ČSSD.

## Vzdělání
Absolvoval základní školu v Březové u Sokolova a poté v letech 1968–1972 Gymnázium Sokolov. Vystudoval na Karlově univerzitě matematicko-fyzikální fakultu a fakultu tělesné výchovy a sportu. V roce 1987 získal doktorát. V roce 2005 dokončil funkční studium pro ředitele a manažery škol. Do roku 1989 také studoval na VUMLu - Večerní univerzitě Marxismu - Leninismu.

## Povolání
Po základní vojenské službě učil na gymnáziu a pedagogické škole v Karlových Varech. Od roku 1978 na Středním odborném učilišti strojírenském v Sokolově. V letech 1983 až 1987 pracoval v Hnědouhelných dolech v Sokolově v odboru investic, poté se vrátil na SOU strojírenské jako zástupce ředitele pro teoretické vyučování. Od roku 1998 zde pracuje jako ředitel nyní už Integrované střední školy technické a ekonomické Sokolov.
Je dlouholetým trenérem národního družstva volejbalu kadetů a juniorů ČR[zdroj?] (3. místo na Mistrovství Evropy, 3. místo na olympiádě mládeže v Moskvě).

## Politika
V letech 1983 až 1989 byl řadovým členem KSČ. V roce 2002 byl jako nezávislý za ČSSD zvolen do zastupitelstva a rady města Sokolov. Je členem Školské komise a výboru Hospodářské a sociální rady Sokolovska. Do ČSSD vstoupil v roce 2003. Od roku 2006 je předsedou OVV ČSSD Sokolov.
V listopadu 2008 byl zvolen hejtmanem Karlovarského kraje.
Ve volbách do Poslanecké sněmovny PČR v roce 2013 kandidoval v Karlovarském kraji jako lídr ČSSD a byl zvolen. Jelikož vnitrostranické usnesení zakazuje souběh funkcí, měl si spolu s plzeňským hejtmanem Milanem Chovancem, jihočeským hejtmanem Jiřím Zimolou, jihomoravským hejtmanem Michalem Haškem a hejtmanem Vysočiny Jiřím Běhounkem vybrat, zda si ponechá mandát hejtmana, nebo poslance. Ale zatímco Chovanec se rozhodl pro post poslance a Zimola a Hašek se rozhodli zůstat hejtmany, Novotný oznámil, oznámil, že si ponechá obě funkce (totéž udělal i Běhounek). Premiér a předseda ČSSD Bohuslav Sobotka jeho rozhodnutí označil za chybné a z pohledu členů i voličů ČSSD nepochopitelné.
V komunálních volbách v roce 2014 se pokoušel za ČSSD obhájit post zastupitele města Sokolova, ale neuspěl, a v sokolovském zastupitelstvu tak po 12 letech skončil.
V polovině listopadu 2014 oznámil, že se vzdá funkce hejtmana Karlovarského kraje. Učinil tak na základě usnesení karlovarské okresní konference ČSSD, která jej vyzvala, aby se rozhodl pro jednu ze svých funkcí (tj. hejtman či poslanec). Na prosincové krajské konferenci ČSSD podal písemnou rezignaci na funkci hejtmana k 31. lednu 2015. Ke konci ledna 2015 skutečně z funkce odešel a dočasně jej nahradila 1. náměstkyně hejtmana Eva Valjentová z KSČM. Řádným nástupcem a třetím hejtmanem Karlovarského kraje se pak stal dne 9. března 2015 sociální demokrat Martin Havel.
V září 2015 oznámil, že vystoupil z ČSSD. Důvodem je situace v karlovarské organizaci strany, členem poslaneckého klubu sociální demokracie zůstává. V krajských volbách v roce 2016 kandidoval do Zastupitelstva Karlovarského kraje jako nestraník za hnutí VOK - Volba pro Karlovarský kraj, ale neuspěl. Mandát krajského zastupitele tak neobhájil.
Ve volbách do Poslanecké sněmovny PČR v roce 2017 již nekandidoval.

## Stíhání v kauze ROP Severozápad
V září 2017 jej společně s Jaroslavem Borkou (KSČM) vydala Poslanecká sněmovna PČR ke stíhání Policii ČR, a to v souvislosti s kauzou dotačních podvodů v Regionálním operačním programu Severozápad.
Následně v červenci převzal od policie obvinění.
Podle výpovědi bývalého ředitele úřadu ROP Severozápad Petra Kušnierze byl Novotný jednou z osob, které určovaly projekty pro podporu z evropských dotací a měl takto zařídit stamilionovou dotaci na opravu střední školy v Sokolově, na které před svým nástupem do funkce hejtmana zastával post ředitele.
V srpnu 2017 policie obstavila Novotného majetek. Konkrétně zaplombovala dva pozemky v obci Krajková na Sokolovsku. Státní zástupce hodnotu obstavených pozemků odhaduje na maximálně milion korun.

## Rodina
Ženatý s manželkou Zdeňkou, která učí na prvním stupni základní školy v Sokolově. Mají dva syny. Jakub je profesionálním volejbalistou. Mladší Josef pracuje ve filmovém průmyslu v Los Angeles.